# Trucaj
Trucajul sau imagine trucată este un procedeu folosit în producția de film pentru ușurarea muncii actorilor și realizatorilor. Se folosește mai ales pentru evitarea pericolelor în filmarea unor scene dificile ca: explozii ale unor dispozitive, căderi de stînci și clădiri, incendii, etc.
Prin aceste imagini trucate se reduc și cheltuielile privind producția, se pot obține și efecte imposibil de realizat cu mijloace obișnuite. Gândiți-vă la transformarea unui autoturism într-o rachetă interstelară, la "nava intergalactică" din "Ziua independenței", "lampa lui Aladin" și multe altele.
Aceste sunt realizate cu ajutorul filmărilor speciale sau  prin copieri speciale în realizarea copiei standard.
Și toate aceste s-au născut dintr-o întâmplare la o filmare banală a lui Georges Méliès, când blocarea aparatului face ca un omnibus să se transforme în dric.

## Vezi și
- Contrafacere
- Editarea fotografiilor
- Fotografie Kirlian
- Fotomontaj
- Imagine digitală
- Instrument autentic
- Interceptarea convorbirilor telefonice
- Manipulare în presă
- Tehnoredactare computerizată
- Teorii privind falsificarea aselenizării în programul Apollo

## Legături externe
- Pozele trucate care au intrat în istorie: de la o execuție regizată la inundațiile date drept tsunami Arhivat în 30 decembrie 2013, la Wayback Machine., historia.ro